# Cenário de campanha
Um cenário de campanha é geralmente um mundo fictício que serve como cenário para um jogo de RPG ou wargame. Uma campanha é uma série de aventuras individuais e um cenário de campanha é o mundo em que tais aventuras acontecem. Normalmente, um cenário de campanha é projetado para um jogo específico (como o mundo de Forgotten Realms para Dungeons & Dragons) ou um gênero específico de jogo (como fantasia medieval). Esses cenários podem ser tanto publicados por editoras licenciadas como criados por mestres de jogo.